# گروس شوینبرات
گروس شوینبرات (به آلمانی: Groß-Schweinbarth) یک منطقهٔ مسکونی در اتریش است که در ناحیه گنزرندورف واقع شده‌است. گروس شوینبرات ۱٬۲۹۰ نفر جمعیت دارد.